# Heleioporus psammophilus
Heleioporus psammophilus – gatunek płaza bezogonowego z rodziny Limnodynastidae występujący endemicznie w południowo-zachodniej Australii. Dorasta do 6 cm długości i cechuje się dobrze zbudowanym ciałem i stosunkowo krótkimi kończynami. Do rozrodu dochodzi w wykopanej przez samca norze, z której kijanki są następnie wymywane przez jesienne i zimowe opady deszczu. Gatunek najmniejszej troski (LC) w związku z m.in. szerokim zasięgiem występowania i dużymi rozmiarami populacji.

## Wygląd
Dorasta do 6 cm długości. Ciało dobrze zbudowane, kończyny stosunkowo krótkie. Grzbiet ma barwę od brązowej do ciemnoszarej. Występują białe lub szare kropki (w przeciwieństwie do spokrewnionego gatunku Heleioporus eyrei brak kropek żółtych). Na bokach ciała obecne są zazwyczaj jaskrawe guzki. Na palcu wskazującym u samców występuje zazwyczaj mały czarny kolec wykorzystywany podczas ampleksusu. Populacje południowe są bardzo podobne do spokrewnionego H. eyrei, jako że na południu oba te gatunki nie mają kolców na palcach wskazujących – jedyną różnicą pozwalającą na rozróżnienie gatunku jest dźwięk wydawany przez samca podczas nawoływania.

## Zasięg występowania i siedlisko
Występuje wyłącznie w południowo-zachodniej części Australii Zachodniej na płaskowyżu Darling Range, od miasta Geraldton na północy do Walpole na południu i Albany na wschodzie. Zasięg występowania wynosi około 78 500 km², a gatunek ten spotykany jest na wysokościach bezwzględnych 0–600 m n.p.m.
Gatunek ten zasiedla tzw. Jarrah forest (Lasy Jarrah, w których dominującą rośliną jest Eucalyptus marginata), gdzie spotkać go można na piasku drobnoziarnistym lub na piaszczystych glinach (stąd łacińska nazwa psammophilus, czyli ‘kochający piasek’). Żywi się bezkręgowcami.

## Rozmnażanie i rozwój
Samce nawołują od kwietnia do maja, wydając dźwięk podobny do cykania świerszcza. Podobnie jak inne gatunki Heleioporus, samce H. psammophilus kopią nory na brzegach zbiorników wodnych. Ampleksus odbywa się w norze, gdzie samica następnie składa do 200 jaj w gnieździe pianowym w wilgotnej glebie. Podnoszący się poziom wód spowodowany jesiennymi i zimowymi opadami deszczu prowadzi do zalania nory, tym samym pozwalając kijankom na wyklucie się i wypłynięcie z nory. Do przeobrażenia w osobniki dorosłe dochodzi we wrześniu i październiku. 

## Status
Gatunek najmniejszej troski (LC) w związku z szerokim zasięgiem występowania, dużymi rozmiarami populacji oraz brakiem spadku liczebności populacji.